# Japanska košarkaška reprezentacija

## Postava na SP-u u Japanu 2006.
Trener Željko Pavličević je pozvao u Japan iduću momčad:
| #  | Položaj | Ime i prezime     | Nadnevak rođenja | Klub               |
| -- | ------- | ----------------- | ---------------- | ------------------ |
| 4  | branič  | Takuja Kavamura   | 1986.            | OSG Phoenix        |
| 5  | centar  | Daiđi Jamada      | 1981.            | Toyota Alvark      |
| 6  | krilo   | Rijota Sakurai    | 1983.            | Toyota Alvark      |
| 7  | branič  | Kei Igaraši       | 1980.            | Hitachi Sunrockers |
| 8  | branič  | Šinsuke Kašivagi  | 1981.            | Aishin Sea Horses  |
| 9  | branič  | Takehiko Orimo    | 1970.            | Toyota Alvark      |
| 10 | krilo   | Kousuke Takeući   | 1985.            | Keio University    |
| 11 | krilo   | Tomoo Amino       | 1980.            | Aishin Sea Horses  |
| 12 | branič  | Takahiro Secumasa | 1972.            | Toshiba Brave      |
| 13 | krilo   | Satoru Furuta     | 1971.            | Toyota Alvark      |
| 14 | krilo   | Šunsuke Ito       | 1979.            | Toshiba Brave      |
| 15 | centar  | Jođi Takeući      | 1985.            | Tokai University   |
| -  | trener  | Željko Pavličević | ...              |                    |